# Skai Jackson
Skai Syed Jackson (New York, 8 aprile 2002) è un'attrice statunitense, nota a livello internazionale per il ruolo di Zuri Ross nella serie televisiva Jessie.

## Carriera
Intraprende quindi la carriera di attrice. Il suo primo ruolo in questo campo lo ha avuto a soli 5 anni, come comparsa nel film Liberty Kid del 2007 interpretando Destiny. Continua con The Rebound - Ricomincio dall'amore, sempre come comparsa interpretando la ragazzina al museo; è ancora una comparsa nel film I Puffi doppiando una tifosa di calcio. Inoltre avrebbe dovuto essere la protagonista di una serie di nome Odessa, che però non è mai stata prodotta.
Nel 2009 entra a far parte del cast nella serie animata Bubble Guppies - Un tuffo nel blu e impari di più doppiando un simpatico personaggio di nome Little Fish. Nel 2011 interpreta Zuri Ross in Jessie, una serie di Disney Channel.                                                                                       Nel 2015 ha recitato nella prima stagione di Summer Camp (serie televisiva), una serie sempre di Disney Channel, continuando con la seconda stagione nel 2016. La serie è uscita in Italia il 6 marzo 2016.
Nel 2014 ha partecipato alla cover della canzone Do You Want To Build A Snowman? (Frozen) insieme ad altre star Disney, nel gruppo Disney Channel Circle of Stars.

## Vita privata
Vive a New York. Ha una sorella e un fratello.
Dopo che i due genitori hanno divorziato è rimasta con sua madre. Prende lezioni di danza classica.
Nell'agosto 2024 viene arrestata per violenza domestica ai danni del fidanzato, incastrata dai filmati delle telecamere di sorveglianza.
Nel gennaio 2025 annuncia su Instagram di aver avuto il primo figlio.

## Filmografia

### Attrice

#### Cinema
- The Rebound - Ricomincio dall'amore (The Rebound), regia di Bart Freundlich (2009)
- Arturo (Arthur), regia di Jason Winer (2011)
- I Puffi (The Smurfs), regia di Raja Gosnell (2011)
- G.I. Joe - La vendetta (G.I. Joe: Retaliation), regia di Jon M. Chu (2013)

#### Televisione
- Royal Pains – serie TV, episodio 2x11 (2010)
- Boardwalk Empire - L'impero del crimine (Boardwalk Empire) – serie TV, episodio 2x04 (2011)
- Jessie – serie TV, 98 episodi (2011-2015)
- Austin & Ally – serie TV, episodio 2x06 (2012)
- Buona fortuna Charlie (Good Luck Charlie) – serie TV, episodio 4x17 (2013)
- K.C. Agente Segreto (K.C. Undercover) – serie TV, episodio 1x23 (2015)
- Summer Camp – serie TV, 58 episodi (2015-2018)
- Muppets Haunted Mansion - La casa stregata (Muppets Haunted Mansion), regia di Kirk Thatcher – film TV (2021)

### Doppiatrice
- Bubble Guppies - Un tuffo nel blu e impari di più (Bubble Guppies) – serie animata (2011-2013)
- Kick Chiapposky - Aspirante stuntman (Kick Buttowski: Suburban Daredevil) – serie animata, episodio 2x30 (2012)
- Dora l'esploratrice (Dora the Explorer) – serie animata, 3 episodi (2012-2014)
- Ultimate Spider-Man – serie animata (2014)
- Dragons - Squadra di salvataggio (DreamWorks Dragons: Rescue Riders) – serie animata, 26 episodi (2019-2020)

### Video musicali
- Panini di Lil Nas X (2019)

## Doppiatrici italiane
Nelle versioni in italiano delle opere in cui ha recitato, Skai Jackson è stata doppiata da:
- Arianna Vignoli in Jessie, K.C. Agente Segreto, Summer Camp